# Subjonctif
Der Subjonctif (auch Subjunktiv) ist ein Modus der französischen Sprache, er weist viele Gemeinsamkeiten mit dem spanischen subjuntivo auf. Eine Entsprechung gibt es auch in weiteren romanischen Sprachen, etwa dem Italienischen congiuntivo oder den portugiesischen subjuntivo o conjuntivo. Die Verwendung ist vielfältig, zumeist drückt er jedoch eine subjektive Sicht aus. Meistens wird in anderen Sprachen für den Subjonctif ein Indikativ gesetzt. Im Deutschen kann ihm jedoch unter Umständen ein Konjunktiv gemäß sein.
Der Subjonctif ist im modernen Französisch im présent (Subjonctif I) und im passé composé (Subjonctif II) gebräuchlich. Subjonctif imparfait und Subjonctif plus-que-parfait werden heute nur noch in gehobener Schriftsprache oder in satirisch-parodistischer Absicht verwendet.

## Subjonctif présent/passé composé
Der Subjunktiv der Gegenwart ist im Französischen von bestimmten Auslösern (siehe Anwendung) abhängig. Der deutsche Konjunktiv hingegen wird vor allem in der indirekten Rede angewendet. Bei den Vergangenheitsformen des Subjonctif ist weitgehend nur noch das passé composé du subjonctif in Gebrauch. Das imparfait/plus-que-parfait du subjonctif findet man vorwiegend in älteren literarischen Texten.

## Bildung dessubjonctif présent
Wie fast überall im Französischen gibt es auch beim Subjonctif sogenannte unregelmäßige Verben, die nicht in das normale Schema der Bildung passen.
Diese sind jedoch die Ausnahme, und man kann meistens von einer regelmäßigen Bildung ausgehen.

### Regelmäßige Verben
Der Subjonctif der regelmäßigen Verben setzt sich zusammen aus dem Stamm der dritten Person Plural des Indikativs Präsens (présent de l’indicatif) und den Endungen des Subjonctifs (siehe unten). Jedoch sind die Formen der ersten und zweiten Person Plural im Subjonctif die gleichen wie im Imparfait, d. h. hier wird der Stamm der ersten Person Plural gebraucht.
Die Endungen lauten: -e, -es, -e, -ions, -iez, -ent
| Person                | boire (ils boivent) |
| --------------------- | ------------------- |
| 1. Sg.: que je        | boive               |
| 2. Sg.: que tu        | boives              |
| 3. Sg.: qu’il/elle/on | boive               |
| 1. Pl.: que nous      | buvions             |
| 2. Pl.: que vous      | buviez              |
| 3. Pl.: qu’ils/elles  | boivent             |

Da viele Verben nur einen Stamm für den Plural besitzen, ist der Subjonctif häufig identisch mit dem Präsens. Dies ist der Fall bei den meisten auf -er, -ir sowie -dre endenden Verben. Bei letzteren lässt sich der Subjonctiv allerdings an den Endungen erkennen.
Beispiele:
| Person                | aimer (ils aiment) | finir (ils finissent) | attendre (ils attendent) |
| --------------------- | ------------------ | --------------------- | ------------------------ |
| 1. Sg.: que je/j’     | aime               | finisse               | attende                  |
| 2. Sg.: que tu        | aimes              | finisses              | attendes                 |
| 3. Sg.: qu’il/elle/on | aime               | finisse               | attende                  |
| 1. Pl.: que nous      | aimions            | finissions            | attendions               |
| 2. Pl.: que vous      | aimiez             | finissiez             | attendiez                |
| 3. Pl.: qu’ils/elles  | aiment             | finissent             | attendent                |

### Unregelmäßige Verben
Es gibt sieben Verben, die im Subjonctif unregelmäßig gebildet werden:
| Person                | être   | avoir | aller   | faire    | pouvoir   | savoir   | vouloir   |
| --------------------- | ------ | ----- | ------- | -------- | --------- | -------- | --------- |
| 1. Sg.: que je/j’     | sois   | aie   | aille   | fasse    | puisse    | sache    | veuille   |
| 2. Sg.: que tu        | sois   | aies  | ailles  | fasses   | puisses   | saches   | veuilles  |
| 3. Sg.: qu’il/elle/on | soit   | ait   | aille   | fasse    | puisse    | sache    | veuille   |
| 1. Pl.: que nous      | soyons | ayons | allions | fassions | puissions | sachions | voulions  |
| 2. Pl.: que vous      | soyez  | ayez  | alliez  | fassiez  | puissiez  | sachiez  | vouliez   |
| 3. Pl.: qu’ils/elles  | soient | aient | aillent | fassent  | puissent  | sachent  | veuillent |

Außerdem sind die Formen folgender unpersönlicher Verben zu beachten:
- il faut → qu’il faille (falloir)
- il pleut → qu’il pleuve (pleuvoir)
- il vaut → qu’il vaille (valoir)

## Bildung despassé composé du subjonctif
Das passé composé des Subjonctif ist von allen Vergangenheitsformen des Subjonctif das gebräuchlichste. Diese Form wird für alle Verben mit den Formen des subjonctif présent und dem jeweiligen Partizip Perfekt des Verbs gebildet.
| Person | Hilfsverb      | Partizip Perfekt |
| ------ | -------------- | ---------------- |
| 1. Sg. | que j’aie      | vu               |
| 2. Sg. | que tu aies    | vu               |
| 3. Sg. | qu’il ait      | vu               |
| 1. Pl. | que nous ayons | vu               |
| 2. Pl. | que vous ayez  | vu               |
| 3. Pl. | qu’ils aient   | vu               |

## Bildung dessubjonctif imparfait
Diese Form wird für alle Verben mit dem Stamm des passé simple gebildet.
Die Endungen lauten: -sse, -sses, -^t, --ssions, -ssiez, -ssent
Beispiel:
| Person        | être     |
| ------------- | -------- |
| Que je        | fusse    |
| Que tu        | fusses   |
| Qu’il/ elle   | fût      |
| Que nous      | fussions |
| Que vous      | fussiez  |
| Qu’ils/ elles | fussent  |

## Bildung dessubjonctif plus-que-parfait
Zur Bildung dieser Form wird das participe passé des jeweiligen Verbs mit dem passenden subjonctif imparfait von avoir oder être kombiniert. Die Flexionsregeln des participe passé entsprechen denjenigen des passé composé.
Beispiel:
| Person        | aller             |
| ------------- | ----------------- |
| Que je        | fusse allé(e)     |
| Que tu        | fusses allé(e)    |
| Qu’il/ elle   | fût allé(e)       |
| Que nous      | fussions allé(e)s |
| Que vous      | fussiez allé(e)s  |
| Qu’ils/ elles | fussent allé(e)s  |

## Anwendung
Zu wissen, wann der Subjonctif und wann der Indikativ gesetzt wird, ist eine Kunst für sich.
Bei vielen Verben und Ausdrücken ist es klar, doch einige verlangen gutes Abwägen, was Personen, deren Muttersprache nicht Französisch ist, sehr schwer fallen kann. Als Faustregel, die jedoch nicht immer stimmt, kann man sagen, dass der Subjonctif meistens nach Verben steht, die etwas Subjektives ausdrücken.
Insgesamt gibt es vier Gruppen von Auslösern, die den Subjonctif verlangen:
- verbes de volonté „Wunschverben“
- verbes de sentiments „Gefühlsverben“
- verbes de la balance „Gleichgewichtsverben“
- bestimmte Konjunktionen

### Verbes de volonté
Die verbes de volonté sind Verben der Willensäußerung, z. B.:
- vouloir „wollen“
- attendre „erwarten“
- proposer „vorschlagen“

Beispiel: Je veux que tu finisses „Ich will, dass du aufhörst“

### Verbes de sentiments
Die verbes de sentiments sind Verben des subjektiven Empfindens und der wertenden Stellungnahme, z. B.:
- admirer que „bewundern, dass“
- regretter que „bedauern, dass“
- être heureux que „glücklich sein, dass“
- il est bien/ bon que „es ist gut, dass“
- cela m’amuse que „es macht mir Spaß, dass“

Beispiel: Je regrette que tu ne saches rien „Ich bedaure, dass du nichts weißt“
Ausnahme: espérer „hoffen“ verlangt im bejahten Zustand den Indikativ!
Beispiel: J’espère que tu as écrit à Catherine.
Im verneinten Zustand muss jedoch immer der Subjonctif stehen.
Beispiel: J’espère qu’il ne pleuve pas.
In der Umgangssprache kann jedoch Subjonctif stehen, wenn das Gehoffte ganz und gar nicht sicher ist und eigentlich eher einen Wunsch als eine Hoffnung darstellt:
J’espère que personne ne nous ait vu(e)s! (nachdem man auf einem nicht ganz menschenleeren Platz etwas angestellt hat)
Nach dem Gérondif oder dem Imperativ des Verbs espérer muss allerdings ein Subjonctif nach que gewählt werden.
Beispiele:
- Nous nous en allons en espérant que personne ne nous ait vu(e)s „Wir gehen weg, hoffend, dass niemand uns gesehen hat“
- Espérons que personne ne nous ait vu(e)s „Hoffen wir, dass niemand uns gesehen hat“

### Verbes de la balance
Die verbes de la balance bilden die schwierigste Gruppe der Subjonctif-Auslöser.
Balance-Verben verlangen nicht ausschließlich den Subjonctif bzw. den Indikativ. Der Gebrauch des Modus hängt vom Kontext ab. Typische Verben sind penser, croire, être sûr etc.
Grundsätzlich gilt: Will man ausdrücken, dass das, was hinter dem que steht, seiner Meinung nach sicher oder mindestens wahrscheinlich ist, dann wählt man den Indikativ. Wenn man denkt, dass es ungewiss oder unwahrscheinlich ist, wendet man den Subjonctif an.
Beispiele:
- Je pense que le père est malade. (Indikativ; Dies würde man sagen, wenn er schon krank aussähe.)
- Je ne pense pas que le père soit malade. (Subjonctif; „Ich glaube nicht, dass der Vater krank ist (kann es aber nicht mit Bestimmtheit sagen).“)
- Je ne pense pas que le père est vraiment malade. (Indikativ, Umgangssprache; „Ich glaube nicht, dass er wirklich krank ist.“)

### Konjunktionen
Einige Konjunktionen verlangen den Subjonctif – unter anderen:
- afin que
- avant que
- bien que
- jusqu’à ce que
- pour que
- pourvu que
- quoique
- sans que
- à condition que
- à moins que
- à supposer que
- de manière à ce que
- en attendant que

#### Après que
Seit einigen Jahren setzt sich auch nach après que der Subjonctif durch:
- Elle s’est fait agresser juste après que je sois parti

Unabhängig davon, dass dies theoretisch ungrammatikalisch ist, wäre après que je suis parti hier nicht mehr zeitgemäß. Schriftlich soll nach après que der Indikativ dennoch weiterhin stehen. Dabei wird sehr gerne auf das passé antérieur zurückgegriffen, das nah am Subjonctif ist und das Ohr daher wenig stört:
- Elle s’est fait agresser juste après que je fus parti.

#### Bien que
Nach bien que kann in der Umgangssprache der Indikativ stehen, wenn sonst subjonctif imparfait stehen müsste.
Beispiel: „Ich bin auf die Party gegangen, obwohl ich (zu diesem Zeitpunkt) krank war“
Übersetzungsmöglichkeiten:
- Je suis allé(e) à la fête bien que je sois malade. Theoretisch ist subjonctif présent im Nebensatz korrekt. Da aber kein Futur des Subjonctifs existiert und Präsens auch für die Zukunft verwendet wird, ist in diesem Satz nicht klar, ob man nur zum Zeitpunkt der Party krank war (Gleichzeitigkeit), oder ob man immer noch krank ist (Nachzeitigkeit).
- Je suis allé(e) à la fête bien que je fusse malade. Die Doppeldeutigkeit aus dem vorherigen Beispiel ist so gelöst, allerdings durch Verwendung des subjonctif imparfait, welcher in der gesprochenen Sprache fast nicht mehr verwendet wird.
- Je suis allé(e) à la fête bien que j’étais malade. Indicatif imparfait ist eigentlich ungrammatikalisch, aber in der Umgangssprache häufig. In der Schriftsprache hingegen ist subjonctif imparfait obligatorisch.

#### Weitere Hinweise
Avant que und après que können niemals einen Nebensatz bilden, dessen Subjekt das gleiche wie das des übergeordneten Hauptsatzes ist. Stattdessen muss eine Infinitivkonstruktion benutzt werden:
- Il m’a téléphoné avant de venir chez moi (Niemals: Il m’a téléphoné avant qu’il vienne chez moi)

### Unpersönliche Ausdrücke
Die Konstruktion Adjektiv + que löst immer den Subjonctif aus außer in den folgenden Fällen:
- il est certain que
- il est vrai que
- il n’est pas vrai que (Achtung: Il est faux que verlangt Subjonctif!)
- il est sûr que
- il est clair que
- il est évident que
- il est vraisemblable que
- il est exact que

Verneint steht jedoch auch nach ihnen der Subjonctif:
- il n’est pas sûr qu’il vienne

Hier einige Beispiele anderer unpersönlicher Ausdrücke, die den Subjonctif verlangen:
- il faut que
- il faudrait que
- il vaut/ vaudrait mieux que

- c’est une chance que
- c’est une chose curieuse que
- c’est dommage que

- cela m’amuse que
- cela me surprend que
- cela me dérange que
- cela me plaît que

### Gewünschte Eigenschaften
Der Subjonctif wird in Nebensätzen verwendet, die gewünschte Eigenschaften eines Objektes beschreiben: Je cherche une secrétaire qui sache parler et écrire l’espagnol.
Achtung:
1. Je cherche un hôtel qui n’est pas trop cher „Ich suche ein Hotel, das nicht allzu teuer ist“ (Tatsache)
2. Je cherche un hôtel qui ne soit pas trop cher „Ich suche ein Hotel, das bitte nicht allzu teuer sein soll (ein teures nützt mir nichts)“ (gewünschte Eigenschaft)

### Superlative, einzige und vielleicht existierende Dinge
Zunächst ein paar Beispiele:
1. C’est la plus grosse bêtise qu’il n’ait jamais faite! (Achtung: zum accord siehe passé composé)
2. Connais-tu quelqu’un qui sache m’aider? (1. Die Eigenschaft, helfen zu können, ist „gewünscht“; 2. Jemand, der helfen kann, existiert vielleicht oder auch nicht)
3. Vous avez une autre solution? – Non, c’est la seule solution qu'on ait pu trouver!
4. C’est la seule partie de ce plan dont nous soyons sûrs!
5. La Belgique est le seul pays où on puisse parler de «La Drache Nationale»
6. Imagine-toi qu’il parte sans avoir rangé la cuisine!

Bei Superlativen (1.) wird der Subjonctif verwendet, da, wie im obigen Beispiel, die Größe zweier Dummheiten kaum zweifelsfrei vergleichbar ist und eigentlich eine subjektive Einschätzung, eine wertende Stellungnahme vorliegt. Bei Aussagen, die über jeden Zweifel erhaben sind, so z. B. über höchste Berge bzw. Gebäude, könnte der Indikativ stehen; dies ist jedoch nicht üblich, vor allem nicht in der Umgangssprache.
Würde man in 2. nicht Subjonctif benutzen, wäre die Antwort Ja auf die Frage selbstverständlich.
Für Beispiele ähnlich 3. und 4. lässt sich nicht so einfach sagen, wann hier Indikativ statt Subjonctif gesetzt werden kann oder sollte.
In Beispiel 5 ist Belgien das einzige Land, in dem man von La Drache Nationale (Belgizismus: nationaler Regen) sprechen kann.
Ein Imperatif, wie in 6., verlangt nicht automatisch einen Subjonctif, obwohl dies gemäß den allgemeinen Regeln logisch wäre. Die wahre Begründung für die obligatorische Wahl des Subjonctif in diesem Fall liegt beim Verb imaginer selbst, welches in Kombination mit einem Imperatif einen Subjonctif erforderlich macht: Die Tatsache, dass er weggeht, ohne die Küche aufgeräumt zu haben, ist in diesem Fall eine nicht wirkliche Situation; folglich muss ein Subjonctif gesetzt werden.
Zu beachten ist, dass Relativpronomen wie dont und où genauso einen Subjonctif nach sich ziehen können wie que oder qui.

### Le fait que
Steht le fait que „die Tatsache, dass“ am Satzanfang, so steht dies mit Subjonctif:
Le fait qu’il ait eu encore un accident crée une certaine méfiance
Diese Verwendung des Subjonctif ist kaum anhand der Bedeutung nachvollziehbar. Der Subjonctif muss hier einfach nur stehen, weil es sonst unnatürlich klingt.

### .. Auch immer
Konstrukte wie „was auch immer du willst“, „wohin auch immer du gehst“ etc. werden durch Fragewort + que + Subjonctif ausgedrückt:
- quoi que tu veuilles
- où que tu ailles

### Auf dass - möge - ob.. oder nicht
Diese Wendungen werden alle mit que + Subjonctif ausgedrückt. Beginnt ein französischer Satz mit Que, so steht das Hauptverb stets im Subjonctif. Meist handelt es sich dabei nur um Abwandlungen der Regel bezüglich der Äußerung eines Wunsches oder um den Imperativ, der sich auf eine nicht angesprochene Person bezieht.
- Que cela vous plaise! „Auf dass es euch gefällt / Möge es euch gefallen !“
- Qu’il vienne.  „Er soll/ möge kommen.“

In der Bedeutung ob.. oder nicht steht immer Subjonctif:
- Que cela vous plaise ou non, vous n’avez pas le choix! / Vous n’avez pas le choix, que ça vous plaise ou non! „Ob Ihnen das gefällt oder nicht, Sie haben keine Wahl!“

### Außerdem
Ersetzt que eine vorangegangene Konjunktion, so stehen auch hier die Verben im Subjonctif, unabhängig von der ursprünglichen Konjunktion:
- S’il fait beau demain et que nous ayons le temps, on pourra faire un barbecue „Wenn das Wetter morgen schön ist und wir Zeit haben, können wir grillen“

Diese Regel ist in der Umgangssprache de facto verloren gegangen und wird auch in der Hochsprache immer seltener verwendet.

### Modusabhängigkeit
Wird ein Nebensatz von einem Verb + que/ qui/ (ce) dont/ où eingeleitet, das im Subjonctif steht, so steht in bestimmen Fällen auch das Verb des Nebensatzes im Subjonctif. Für das Verständnis der Moduswahl solcher Satzgebilde muss der Betrachter die Natur des Subjonctif verstehen:
Beispiel 1:
- Je ne pense pas qu’il ait un chien, ni qu’il ait un chat „Ich denke nicht, dass er einen Hund hat, noch eine Katze“

Die aussagetätigende Person ist in ihrer zweifelnden Haltung mithin von der Nicht-Wirklichkeit beider Annahmen überzeugt.
Beispiel 2:
- Cela me ferait plaisir que ce soit toi qui écrives la lettre „Es würde mir Freude machen, dass du es wärst, die/ der den Brief schriebe“, sinngemäß „Es würde mir Freude machen, wenn du es wärst, die/ der den Brief schreibt“.

Cela me ferait plaisir que ist eine wertende Stellungnahme, deshalb folgt ein Subjonctif. Da jedoch über eine (noch) nicht reale Tatsache gesprochen wird („dass du es wärst, die/ der den Brief schriebe“), folgt Subjonctif. Der Brief ist schließlich (noch) nicht geschrieben, die angesprochene Handlung also (noch) nicht real.
Diese Ausdrucksweise wird aus Gründen der Einfachheit meistens umgangen, ist aber nicht falsch, weshalb die Überprüfung der Richtigkeit dieses Falles schwierig sein kann. Es ist wahrscheinlicher, folgenden Satz zu hören/ lesen und auch besser, sich danach zu richten: Cela me ferait plaisir si toi, tu écrivais la lettre
Beispiel 3:
- C’est important qu’on sache que je suis Autrichien „Es ist wichtig, dass man weiß, dass ich Österreicher bin“

C’est important que ist eine wertende Stellungnahme und verlangt deshalb automatisch einen Subjonctif. Die nachfolgende und durch die Konjunktion que eingeleitete Tatsache que je suis Autrichien ist eine Realität und verlangt deshalb Indikativ im Gegensatz zum vorangegangenen Beispiel mit dem „inexistenten Brief“ → Irrealität.
Den Subjonctif gibt es auch im passé, z. B.: J’ai peur que tu n’aies pas fait tes devoirs.